# Lagraulière
Lagraulière (La Grauliera en occitan) est une commune française située dans le département de la Corrèze en région Nouvelle-Aquitaine.

## Géographie

### Communes limitrophes
Les communes limitrophes sont  Chanteix, Espartignac, Perpezac-le-Noir, Saint-Clément, Saint-Jal, Saint-Pardoux-l'Ortigier et Seilhac.

### Hydrographie

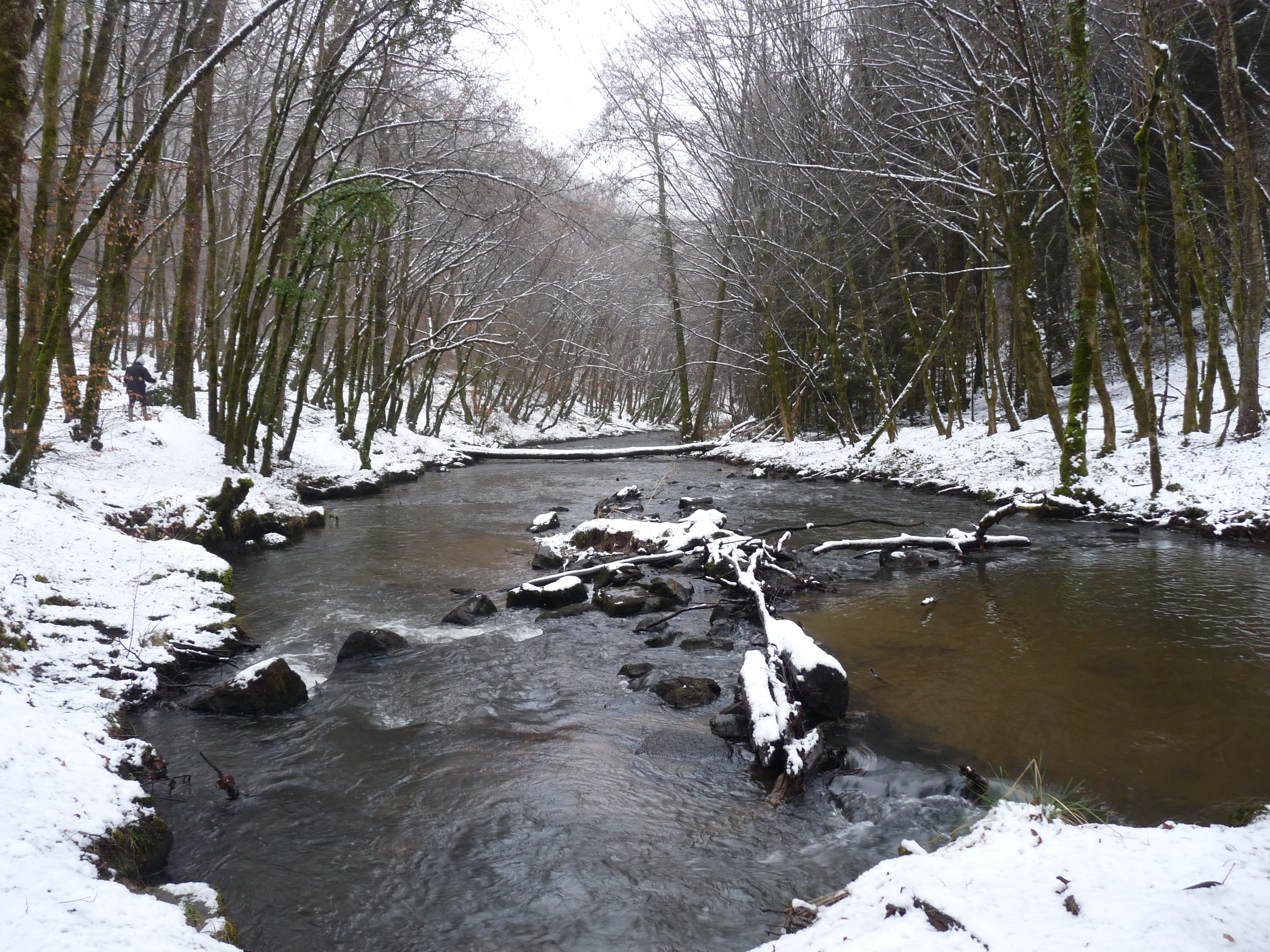
Le Brézou dans la forêt de Blanchefort.

La commune de Lagraulière est traversée par le Brézou qui prend sa source sur la commune de Seilhac, et coule sur une trentaine de kilomètres, vers la Vézère. Elle possède comme affluent un petit ruisseau, venu de la forêt du lieu-dit Blanchefort.

### Climat
Pour des articles plus généraux, voir Climat de la Nouvelle-Aquitaine et Climat de la Corrèze.
Historiquement, la commune est dans une zone de transition entre les climats océaniques aquitain et montagnard.  
En 2020, Météo-France publie une typologie des climats de la France métropolitaine dans laquelle la commune est dans une zone de transition entre le climat océanique altéré et le climat de montagne et est dans la région climatique  Ouest et nord-ouest du Massif Central, caractérisée par une pluviométrie annuelle de 900 à 1 500 mm, maximale en automne et en hiver.
Pour la période 1971-2000, la température annuelle moyenne est de 11,1 °C, avec  une amplitude thermique annuelle de 14,7 °C. Le cumul annuel moyen de précipitations est de 1 220 mm, avec 12,3 jours de précipitations en janvier et 7,9 jours en juillet. Pour la période 1991-2020, la température moyenne annuelle observée sur la station météorologique la plus proche, située sur la commune d'Uzerche à 10 km à vol d'oiseau, est de 12,1 °C et le cumul annuel moyen de précipitations est de 1 097,9 mm,. Pour l'avenir, les paramètres climatiques de la commune estimés pour 2050 selon différents scénarios d’émission de gaz à effet de serre sont consultables sur un site dédié publié par Météo-France en novembre 2022.

## Urbanisme

### Typologie
Au 1er janvier 2024, Lagraulière est catégorisée commune rurale à habitat dispersé, selon la nouvelle grille communale de densité à 7 niveaux définie par l'Insee en 2022.
Elle est située hors unité urbaine. Par ailleurs la commune fait partie de l'aire d'attraction de Tulle, dont elle est une commune de la couronne,. Cette aire, qui regroupe 43 communes, est catégorisée dans les aires de moins de 50 000 habitants,.

### Occupation des sols
L'occupation des sols de la commune, telle qu'elle ressort de la base de données européenne d’occupation biophysique des sols Corine Land Cover (CLC), est marquée par l'importance des territoires agricoles (81,1 % en 2018), une proportion sensiblement équivalente à celle de 1990 (81,3 %). La répartition détaillée en 2018 est la suivante : 
zones agricoles hétérogènes (42,9 %), prairies (37,1 %), forêts (17,6 %), zones urbanisées (1,4 %), terres arables (1,1 %).
L'évolution de l’occupation des sols de la commune et de ses infrastructures peut être observée sur les différentes représentations cartographiques du territoire : la carte de Cassini (XVIIIe siècle), la carte d'état-major (1820-1866) et les cartes ou photos aériennes de l'IGN pour la période actuelle (1950 à aujourd'hui).

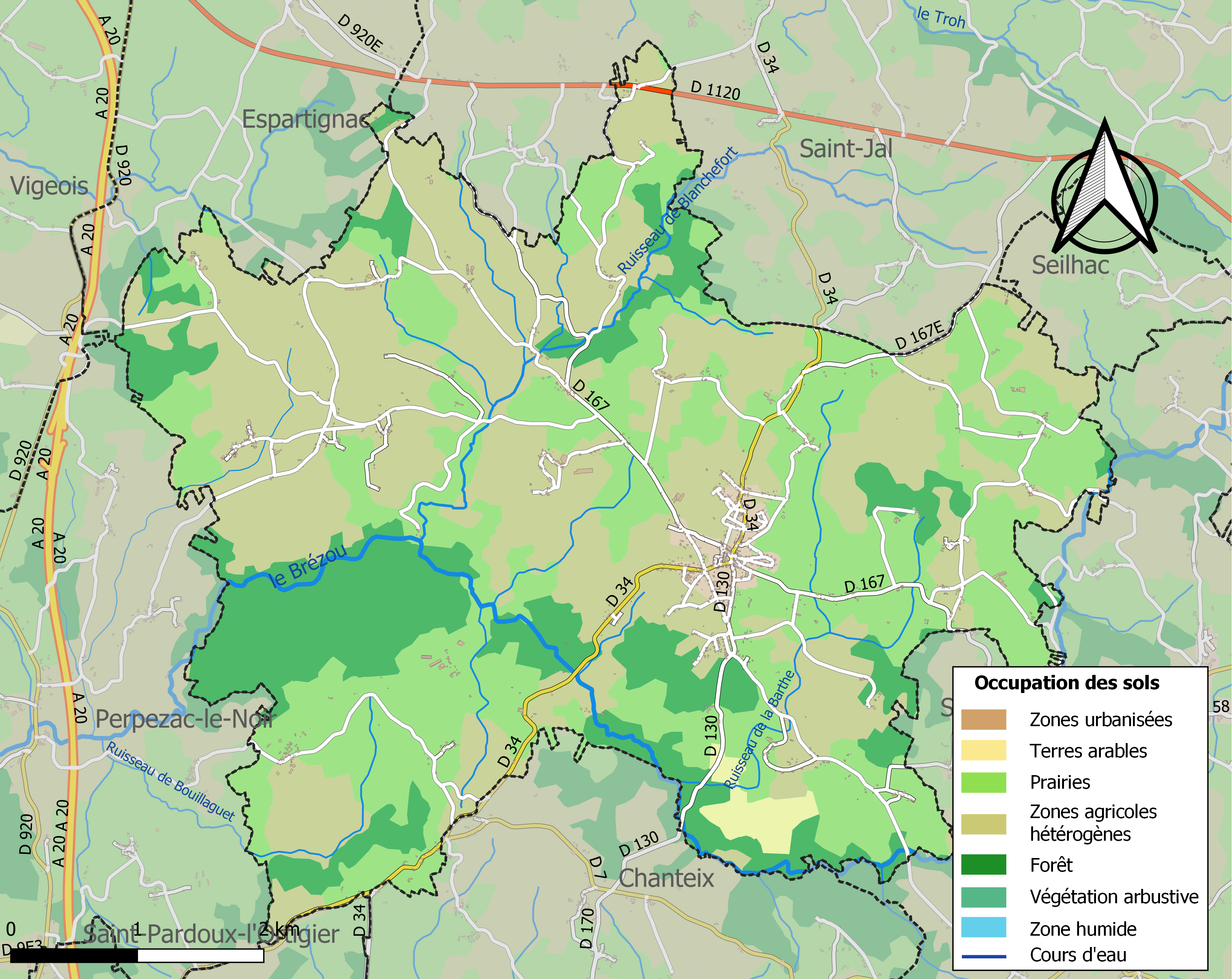
Carte des infrastructures et de l'occupation des sols de la commune en 2018 (CLC).

### Risques majeurs
Le territoire de la commune de Lagraulière est vulnérable à différents aléas naturels : météorologiques (tempête, orage, neige, grand froid, canicule ou sécheresse), feux de forêts et séisme (sismicité très faible). Il est également exposé à un risque particulier : le risque de radon. Un site publié par le BRGM permet d'évaluer simplement et rapidement les risques d'un bien localisé soit par son adresse soit par le numéro de sa parcelle.

#### Risques naturels

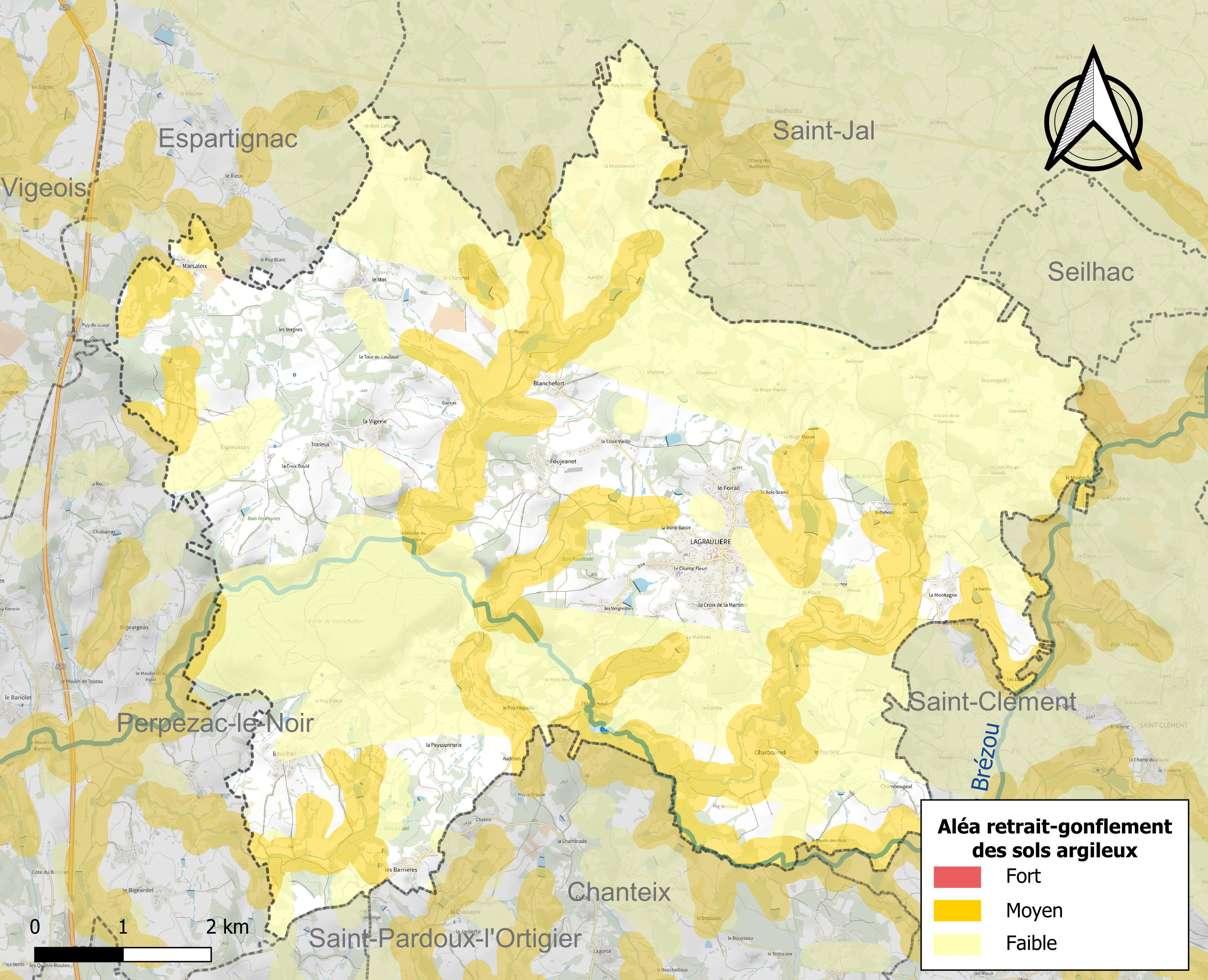
Carte des zones d'aléa retrait-gonflement des sols argileux de Lagraulière.

Le retrait-gonflement des sols argileux est susceptible d'engendrer des dommages importants aux bâtiments en cas d’alternance de périodes de sécheresse et de pluie. 24,2 % de la superficie communale est en aléa moyen ou fort (26,8 % au niveau départemental et 48,5 % au niveau national). Sur les 698 bâtiments dénombrés sur la commune en 2019,  73 sont en aléa moyen ou fort, soit 10 %, à comparer aux 36 % au niveau départemental et 54 % au niveau national. Une cartographie de l'exposition du territoire national au retrait gonflement des sols argileux est disponible sur le site du BRGM,.
Concernant les feux de forêt, aucun plan de prévention des risques incendie de forêt (PPRIF) n’a été établi en Corrèze, néanmoins le code de l’urbanisme impose la prise en compte des risques dans les documents d’urbanisme. Le périmètre des servitudes d'utilité publique et des zones d'obligation légale de débroussaillement pour les particuliers est quant à lui défini pour la commune dans une carte dédiée. 

#### Risque particulier
Dans plusieurs parties du territoire national, le radon, accumulé dans certains logements ou autres locaux, peut constituer une source significative d’exposition de la population aux rayonnements ionisants. Certaines communes du département sont concernées par le risque radon à un niveau plus ou moins élevé. Selon la classification de 2018, la commune de Lagraulière est classée en zone 3, à savoir zone à potentiel radon significatif. 

## Toponymie
Du l'occitan graula (corneille/corbeau) avec le suffixe collectif –ièra, « soit l'endroit où il y a des corbeaux ».

## Histoire
Lagraulière est connue pour sa légende de la forêt de Blanchefort.

## Politique et administration

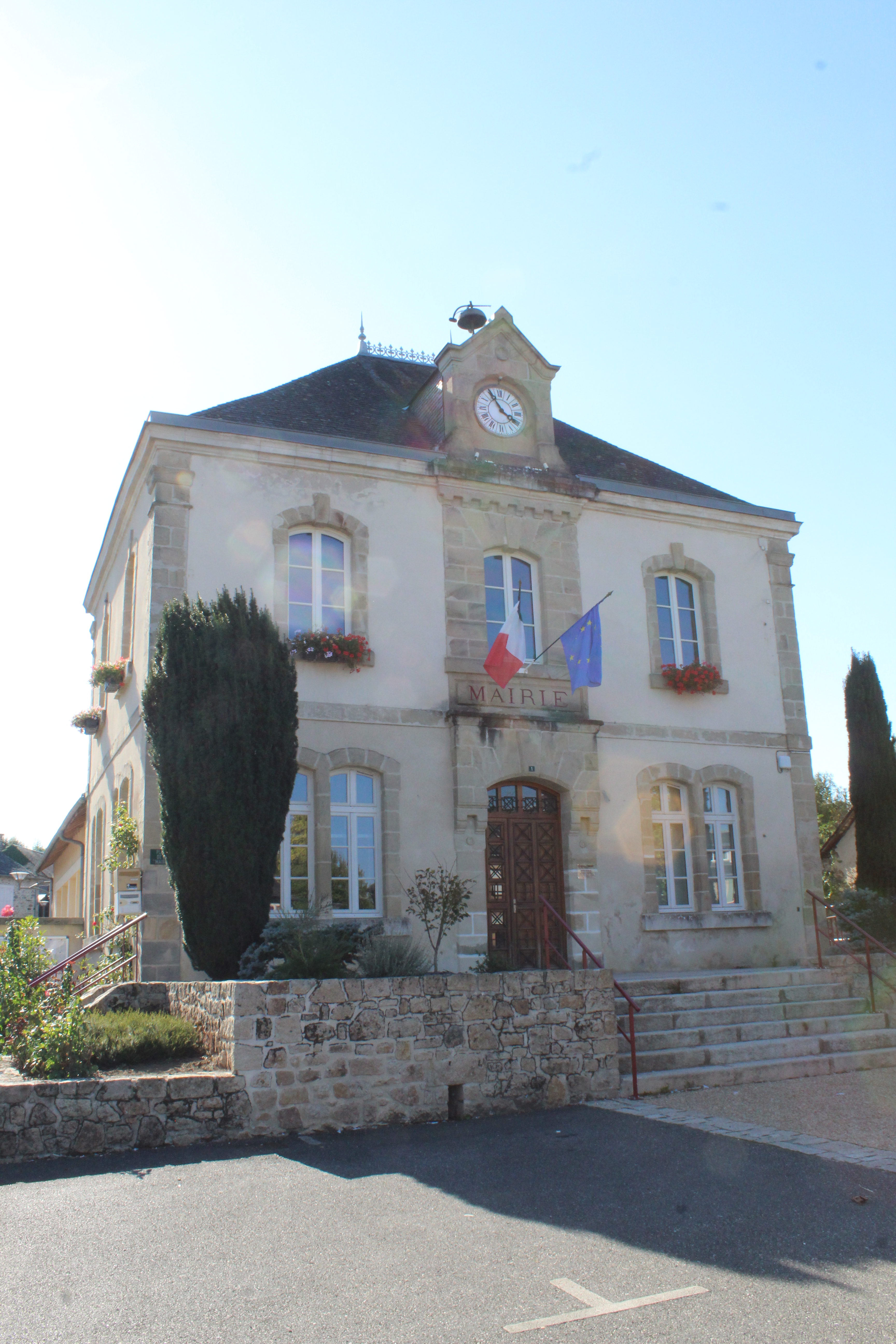
La mairie.

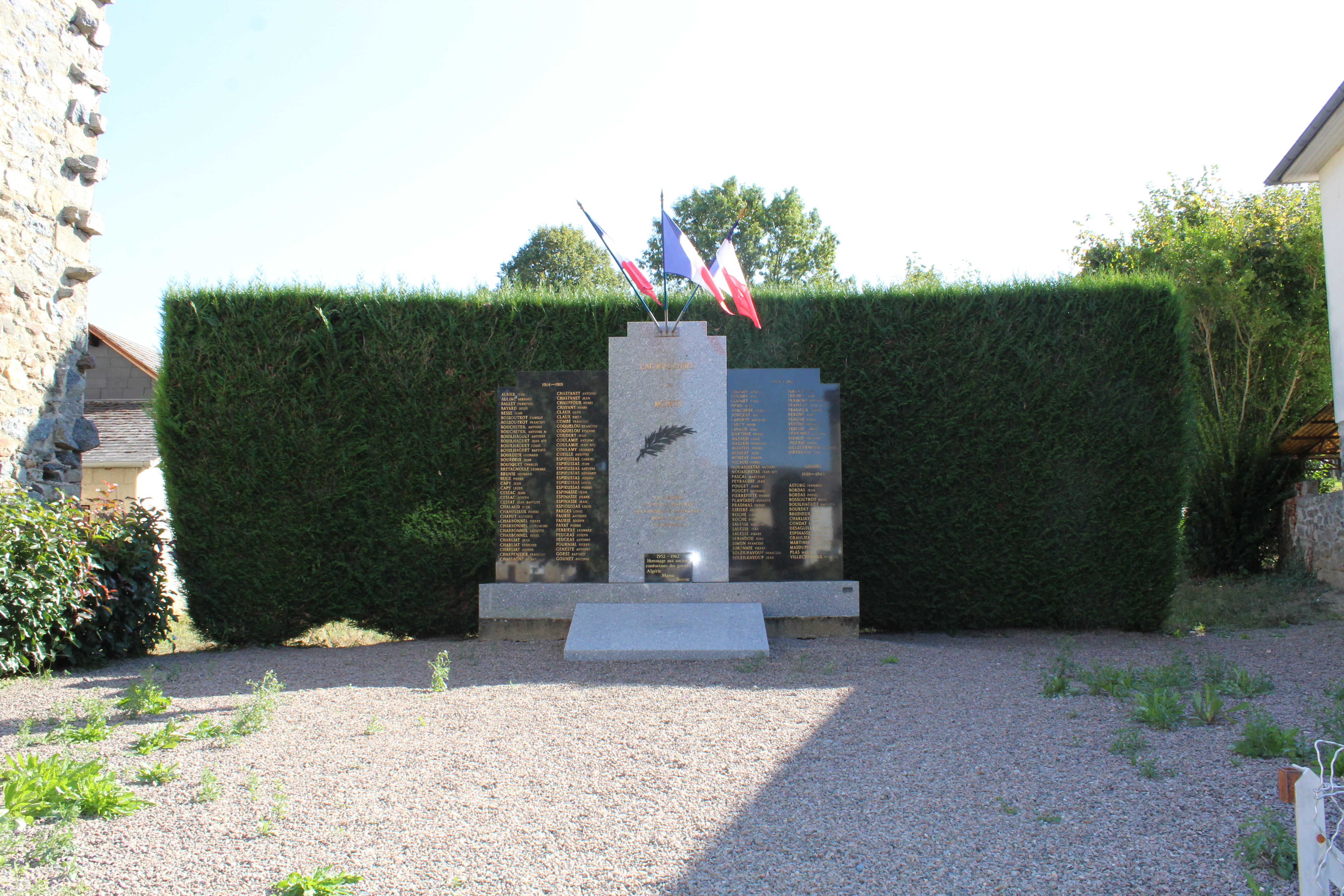
Le monument aux morts.

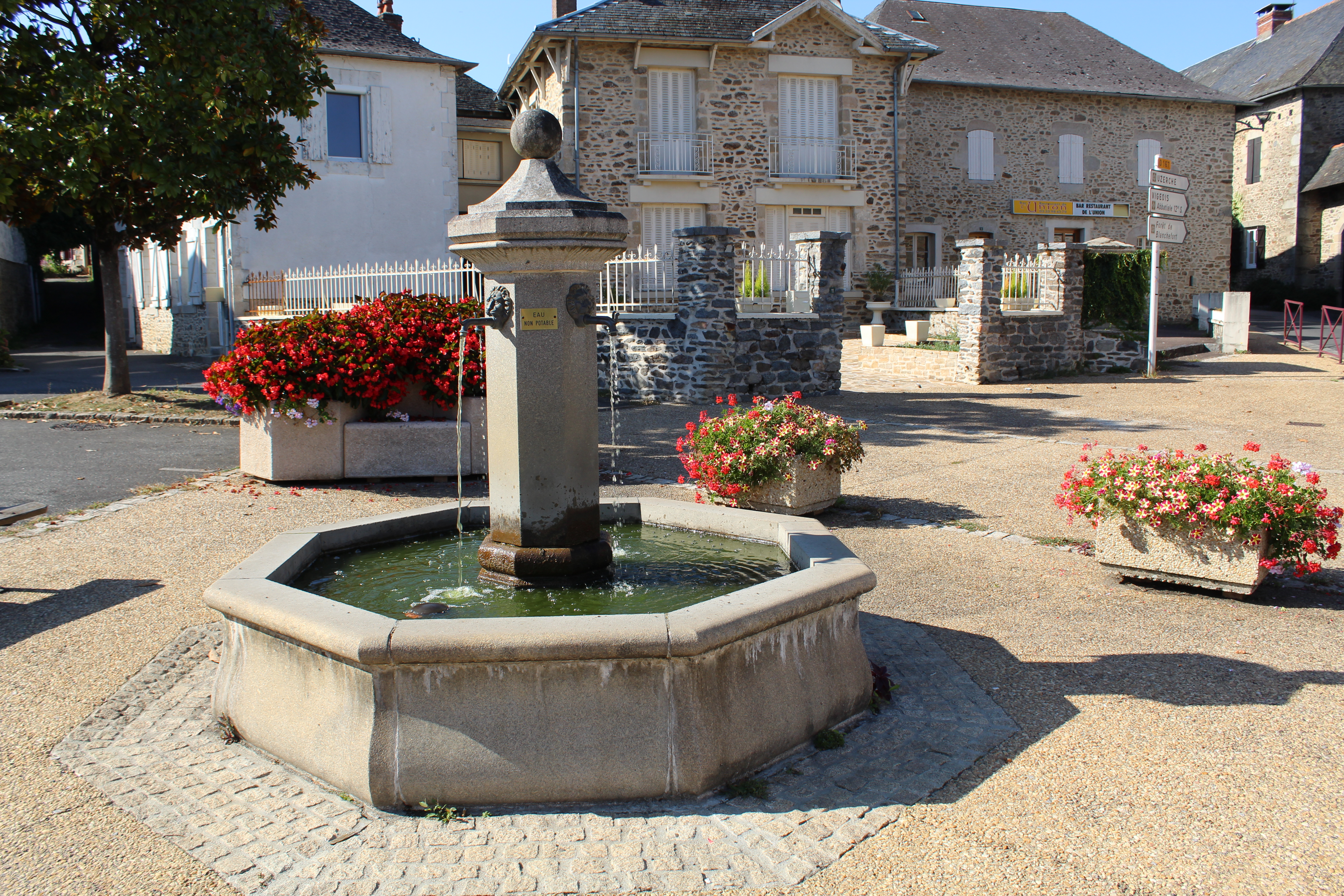
Fontaine sur la place.

### Liste des maires
| Période        | Période                  | Identité                 | Étiquette | Qualité                                             |
| -------------- | ------------------------ | ------------------------ | --------- | --------------------------------------------------- |
| 1919           | 1939                     | Guillaume Brousse        | SFIC      | Ébéniste, révoqué en 1939                           |
| 1944           | 1953 (décès)             | Guillaume Brousse        | PCF       |                                                     |
| 1968           | mars 1989                | René Chauffour           | PCF       | Conseiller général du canton de Seilhac (1970-1988) |
| mars 1989      | mars 2008                | Jean Dumoulin            | PCF       |                                                     |
| mars 2008      | mars 2014                | Françoise Laurent        | PS        |                                                     |
| mars 2014      | janvier 2017 (démission) | Jean-Christophe Lechipre | UDI       | Cadre                                               |
| 6 janvier 2017 | En cours                 | Ubald Chenoux            | DVD       | Eleveur de brebis                                   |

## Démographie
L'évolution du nombre d'habitants est connue à travers les recensements de la population effectués dans la commune depuis 1793. Pour les communes de moins de 10 000 habitants, une enquête de recensement portant sur toute la population est réalisée tous les cinq ans, les populations de référence des années intermédiaires étant quant à elles estimées par interpolation ou extrapolation. Pour la commune, le premier recensement exhaustif entrant dans le cadre du nouveau dispositif a été réalisé en 2006.

En 2022, la commune comptait 1 189 habitants, en évolution de +7,7 % par rapport à 2016 (Corrèze : −0,59 %, France hors Mayotte : +2,11 %).
| 1793  | 1800  | 1806  | 1821  | 1831  | 1836  | 1841  | 1846  | 1851  |
| ----- | ----- | ----- | ----- | ----- | ----- | ----- | ----- | ----- |
| 1 683 | 1 656 | 1 605 | 1 838 | 2 009 | 1 920 | 1 930 | 1 998 | 1 942 |

| 1856  | 1861  | 1866  | 1872  | 1876  | 1881  | 1886  | 1891  | 1896  |
| ----- | ----- | ----- | ----- | ----- | ----- | ----- | ----- | ----- |
| 1 926 | 1 854 | 1 930 | 1 824 | 1 890 | 1 821 | 2 040 | 2 021 | 2 095 |

| 1901  | 1906  | 1911  | 1921  | 1926  | 1931  | 1936  | 1946  | 1954  |
| ----- | ----- | ----- | ----- | ----- | ----- | ----- | ----- | ----- |
| 1 950 | 1 976 | 1 863 | 1 680 | 1 613 | 1 534 | 1 542 | 1 476 | 1 247 |

| 1962  | 1968  | 1975 | 1982  | 1990 | 1999 | 2006  | 2011  | 2016  |
| ----- | ----- | ---- | ----- | ---- | ---- | ----- | ----- | ----- |
| 1 209 | 1 072 | 980  | 1 010 | 968  | 921  | 1 039 | 1 131 | 1 104 |

| 2021  | 2022  | - | - | - | - | - | - | - |
| ----- | ----- | - | - | - | - | - | - | - |
| 1 158 | 1 189 | - | - | - | - | - | - | - |

## Lieux et monuments
La commune abrite un monument historique :
- l'église Saint-Marcel, édifiée au XIIe siècle, classée par arrêté du 18 avril 1932[25].
- Château de Blanchefort construit par Archambaud, vicomte de Comborn (castrum de Blanchafort), d'où la famille noble de Blanchefort.
- Cartulaire de l’abbaye d’Uzerche (Corrèze) du Xe   au   XIVe siècle, éd. J.-B. Champeval, 1901, p. 48.

## Personnalités liées à la commune
- Louis Dupont (1766-?), homme politique, député de la Corrèze en 1815, pendant les Cent-Jours.
- René Chauffour (1922-2008), maire de Lagraulière de 1968 à 1989 et conseiller général du canton de Seilhac de 1970 à 1988. Sous ses mandats, Lagraulière « s'est transformée avec la construction de la maison des anciens, de la bibliothèque, du groupe scolaire et de la piscine »[26].
- Marc Duquesnoy (1985-), artiste sculpteur.

## Héraldique
| Blason de Lagraulière | Blason  | D'azur au lion d'argent armé et lampassé de gueules. |
| Blason de Lagraulière | Détails | Le statut officiel du blason reste à déterminer.     |